# Environnement au Cameroun
L'environnement au Cameroun est l'environnement (ensemble des éléments - biotiques ou abiotiques - qui entourent un individu ou une espèce et dont certains contribuent directement à subvenir à ses besoins) du pays Cameroun, pays d'Afrique.

## La biodiversité du Cameroun

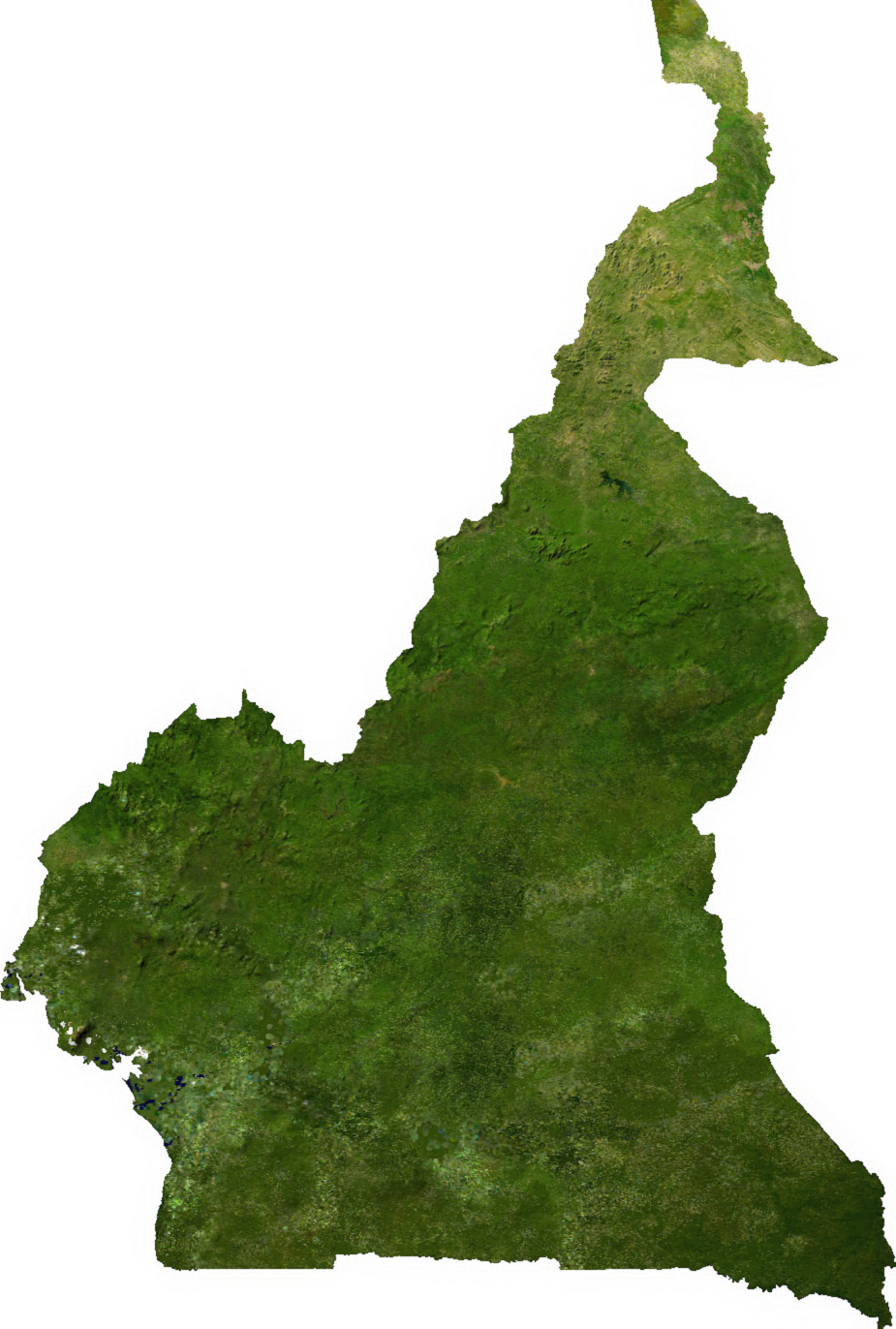
Image satellite du Cameroun.

### Milieux
Le climat est partagé entre domaine équatorial et domaine tropical.
L'ouest du pays est dominé par les Hauts-Plateaux, et comprend le massif le plus haut de toute l'Afrique de l'Ouest : le mont Cameroun, qui culmine à 4 070 mètres ; c'est le neuvième sommet du continent africain. L'est du pays est recouvert dans sa très grande majorité d'une forêt équatoriale encore bien conservée. Les côtes sont longues de 590 km.
La forêt occupe une place importante dans l'occupation du sol. Le bassin du Congo est le deuxième massif forestier tropical du monde après celui de l’Amazonie.

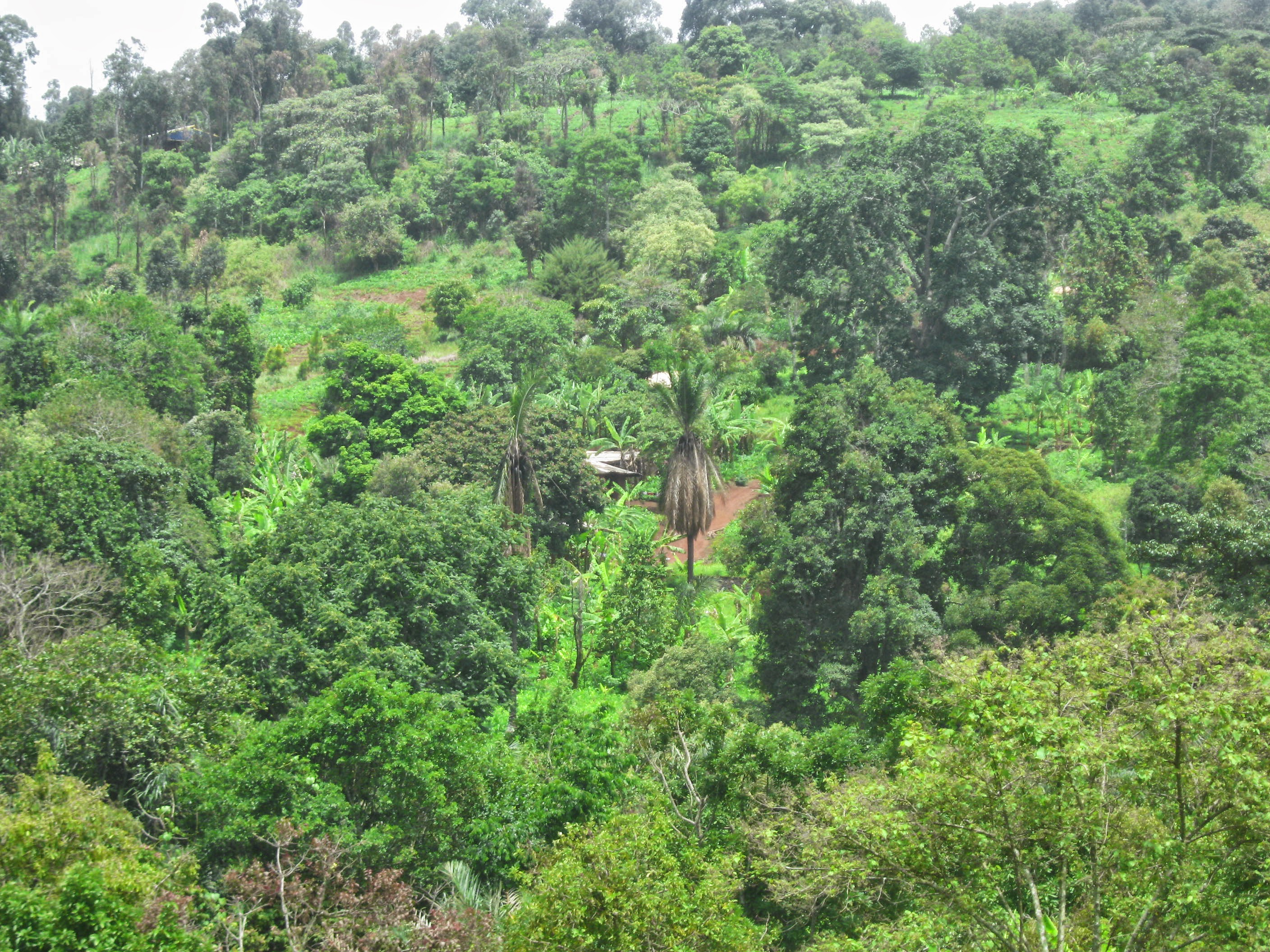
Végétation.

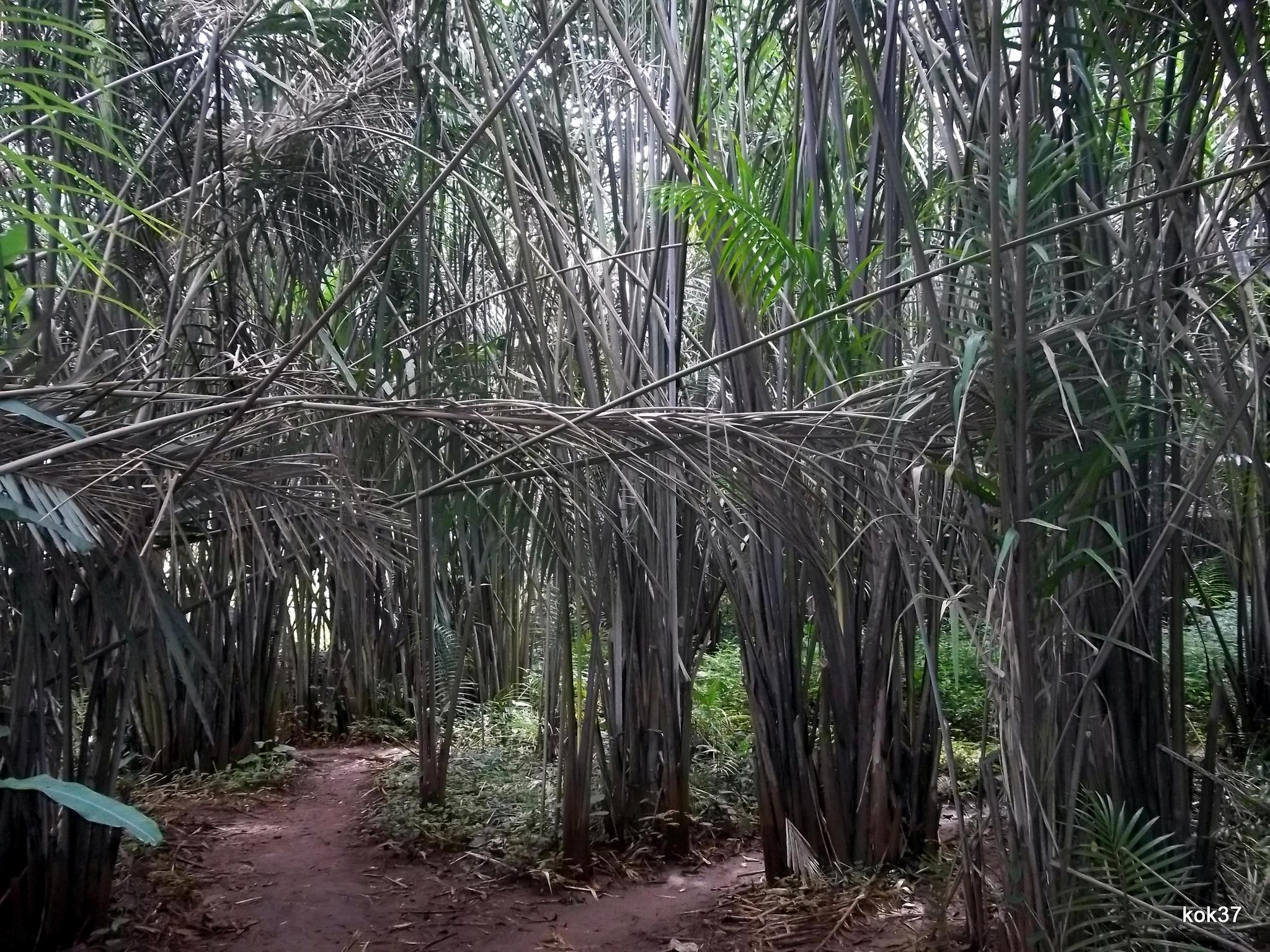
Forêt galerie.

La végétation de la zone équatoriale camerounaise est d'un vert luxuriant et composée de :
- La forêt dense humide du Sud et de l'Est formée de très grands arbres[2].
- Les forêts galeries de l'Ouest et du Nord-Ouest le long des cours d'eau et dans les bas-fonds.
- La mangrove sur les côtes du Littoral et du Sud-Ouest.

La zone tropicale est en grande partie couverte de savane. On y trouve :
- La mosaïque forêt-savane (en) de l'Adamaoua riche en arbustes.
- La savane herbeuse du Nord.
- La savane sahélienne de l'Extrême-Nord pauvre en arbres et en herbe. Les arbres qu'on y rencontre sont à épines et à feuilles caduques pour mieux résister à la sécheresse.

### Évolution de la biodiversité
Les forêts primaires ont été dégradées par l'exploitation forestière. Celle-ci a profondément modifié la structure forestière en supprimant de grands arbres de la canopée, et ce groupe d’arbres n’a retrouvé qu’une petite partie de son volume dans le cadre des cycles de 24 ans des plans d'aménagement forestier. Une baisse de la biodiversité est observée.

### Sites protégés

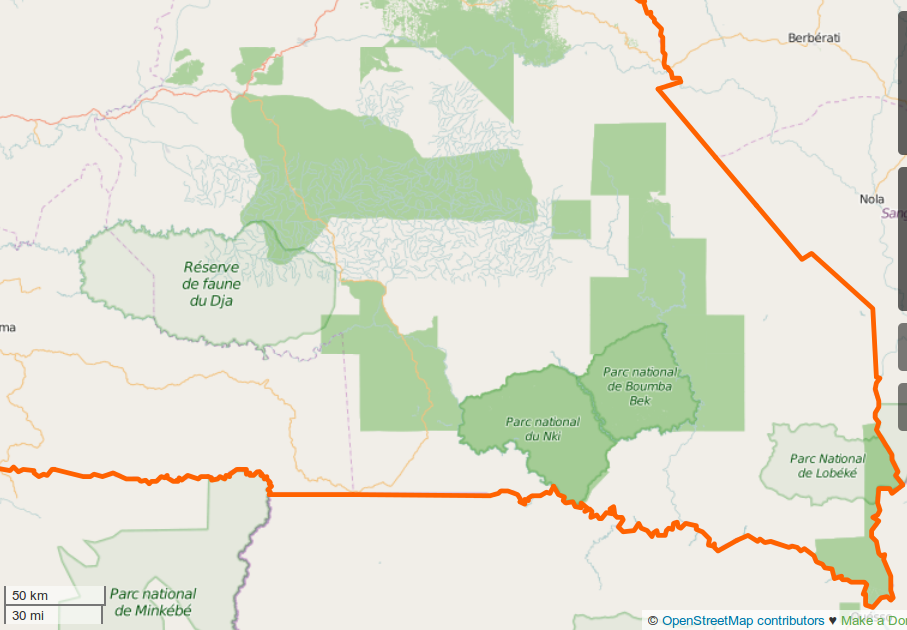
Réserves naturelles au Sud-Est du Cameroun.

Le Cameroun possède trois sites naturels classés au patrimoine mondial par l'UNESCO :
- La réserve de faune du Dja.
- Le parc national de Waza.
- Le parc national de Lobéké qui fait partie du Trinational de la Sangha.

## Impacts sur les milieux naturels

### Activités humaines

#### Agriculture

##### Élevages
Quatre races de zébus sont élevées au Cameroun.

##### Plantations

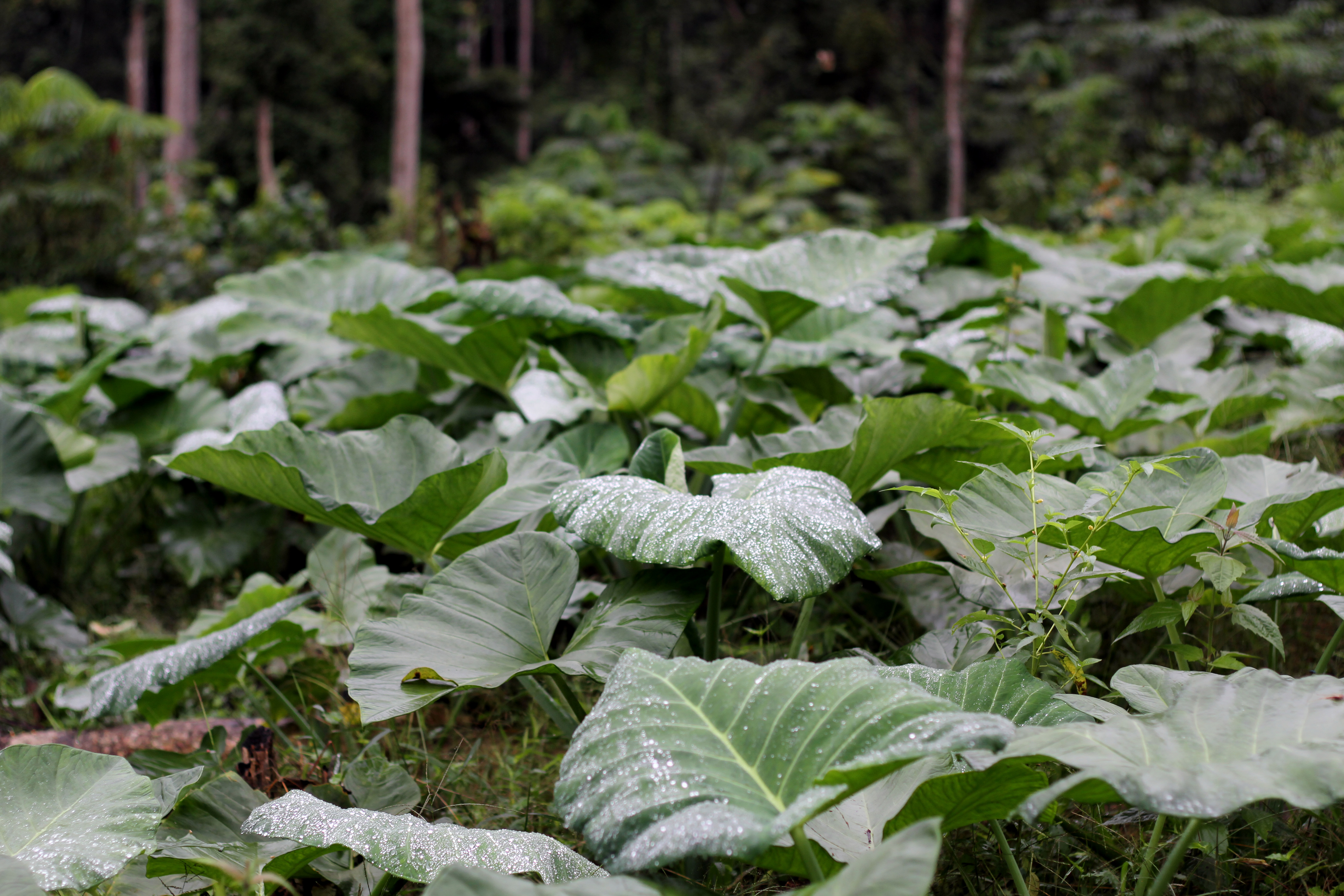
Champ de macabo

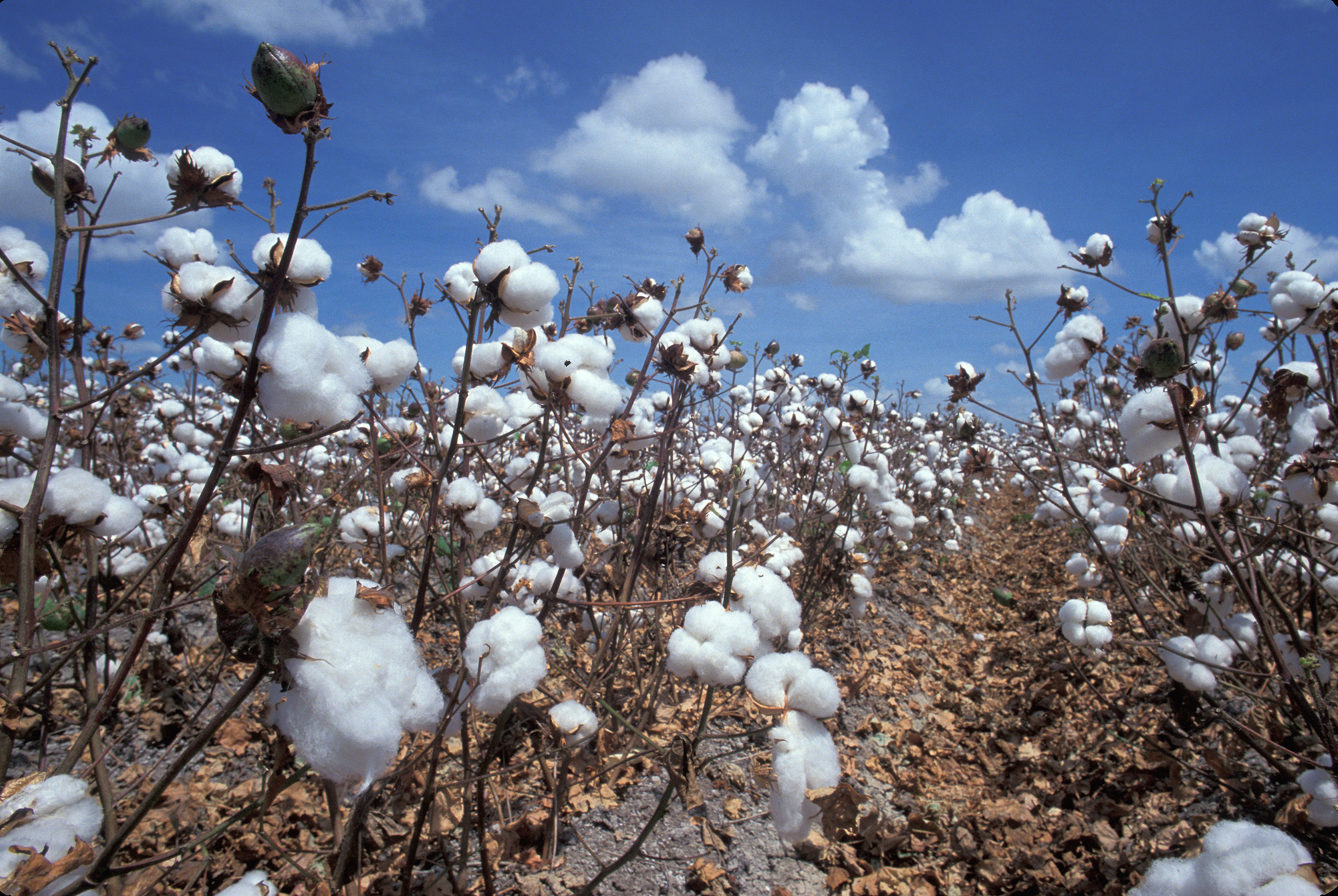
Champ de coton

D'après la Banque mondiale, les principales productions vivrières au Cameroun sont la banane plantain avec 2 millions de tonnes, le manioc avec 3 millions de tonnes, le maïs avec 1 million de tonnes, le macabo/taro avec 1,3 million de tonnes, l'igname, le mil/sorgho, la pomme de terre. La production de fruits tel l'ananas, le melon, la tomate, la mangue, la mandarine, le pamplemousse, l'avocat et de légumes tel le haricot sec, le haricot vert, l'oignon, l'ail est quant à elle stimulée par l'exportation grâce aux pays voisins qui sont de gros demandeurs, et connaît ainsi un développement rapide. Le secteur souffre toutefois de sa dispersion avec des exploitations de superficies moyennes d'environ 1,5 hectare et d'une faible productivité malgré des surfaces cultivables assez importantes.
Les palmeraies près de 650 000 ha dont environ 600 000 ha de production industrielle. Le pays produit également du caoutchouc et du sucre de canne. La production industrielle d'huile de palme a contribué à l'accaparement des terres, à la déforestation, à la baisse de la biodiversité, à la pollution par les traitements au glyphosate... Certaines plantations appartenant au groupe Bolloré font polémique en 2017 (occupation de terres, pollution de l'eau...).

#### Exploitation forestière et déforestation

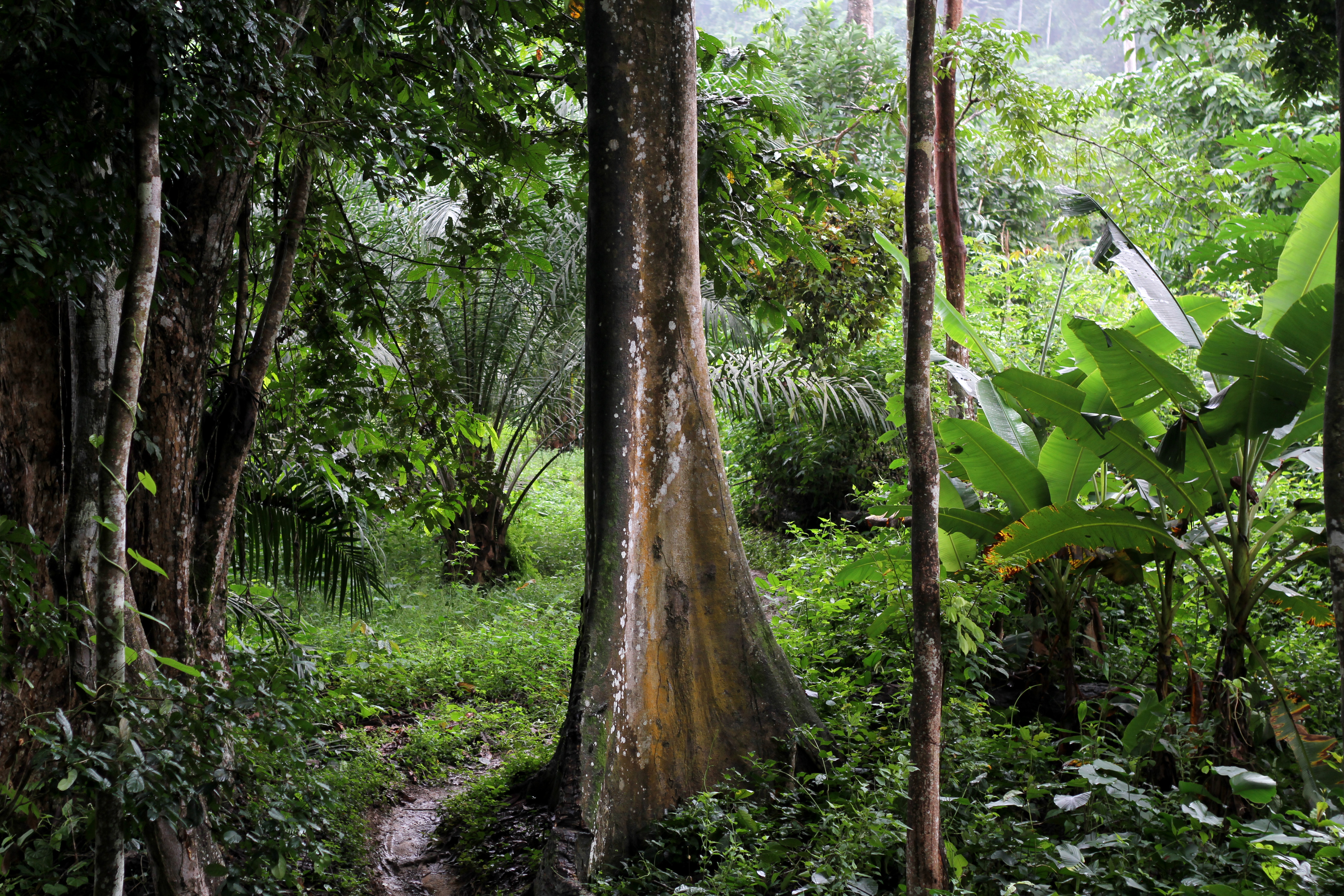
Agroforesterie à Tayap (Région du Centre)

Il y a trente ans, les Occidentaux ont développé le concept de « gestion durable des forêts » tropicales. Dans le bassin du Congo, le bilan est désastreux : une déforestation massive. L'exploitation a lieu notamment à l'est du pays.
Le plan d’aménagement forestier, mis en place sous l'influence de la France, nécessite que les exploitants forestiers se voient attribuer de vastes espaces (jusqu’à 200.000 hectares au Cameroun), appelés « concessions », sur une longue durée (en général 25 ou 30 ans). Si une concession court sur 25 ans, elle doit être divisée en 25 « assiettes de coupe », dont une seule sera exploitée chaque année. Ces plans sont obligatoires depuis 1994, mais les moyens de contrôle sont restés faibles.
L’exploitation industrielle nécessite l’ouverture de routes, l’installation de campements d’ouvriers. Les forêts dégradées par l'exploitation forestière ont souvent fini en plantations agricoles.
A la fin des années 2010, certaines entreprises françaises d'exploitation forestière abandonnent leurs concessions au Cameroun, et vendent leurs actifs à des sociétés asiatiques.
Selon les calculs du Centre pour l’environnement et le développement (CED), une ONG installée à Yaoundé, le Cameroun a enregistré, en 2018, sa plus grosse production de bois d’œuvre en vingt ans, soit 3,6 millions de m3.

#### Chasse, pêche et braconnage

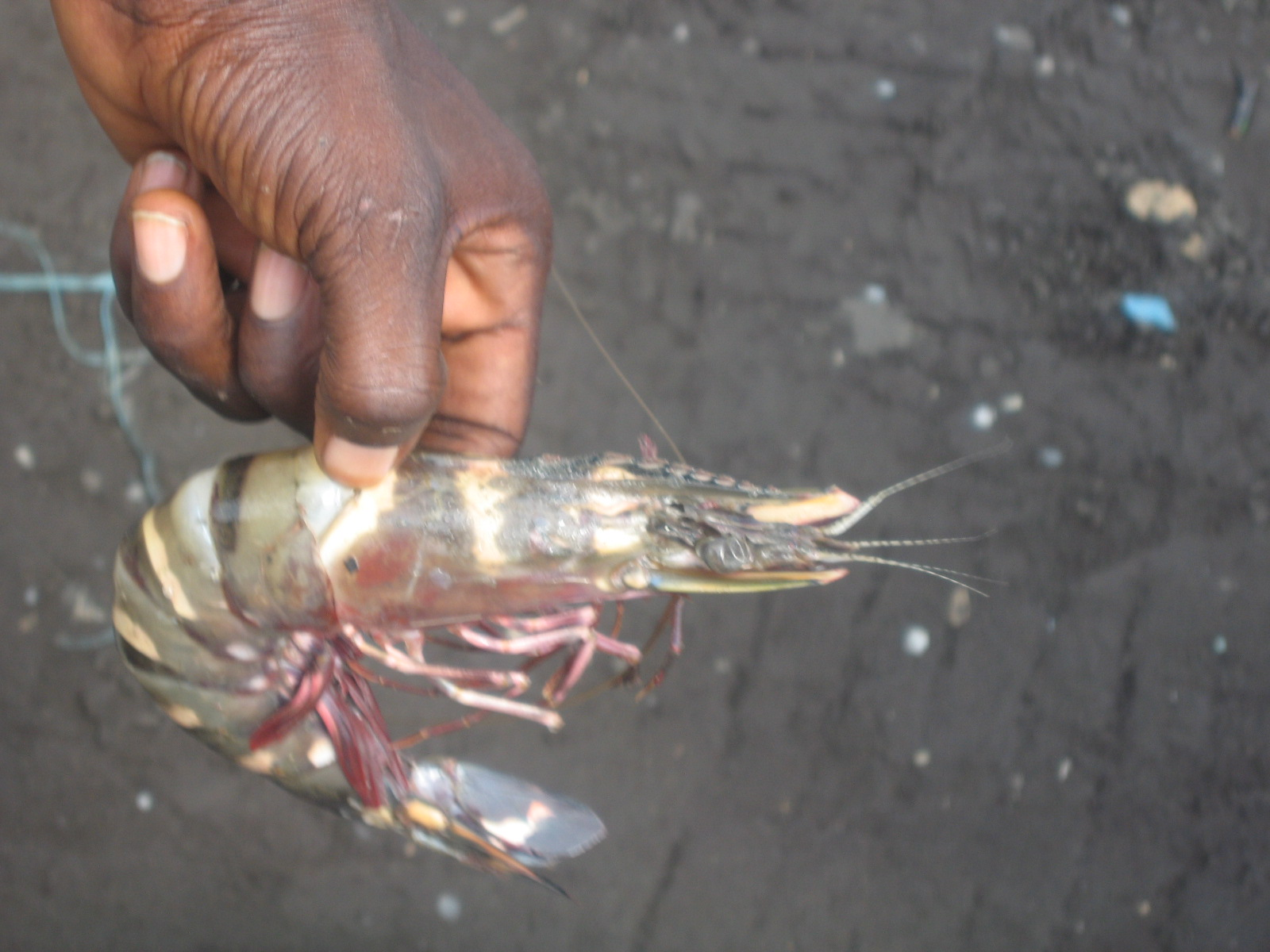
Une gambas pêchée à Limbé, non loin de l'embouchure du Wouri, dont le nom en portugais, camarão, donne le nom : Cameroun.

#### Transports
Les taxis et motos taxis aussi appelés bendskin sont les principaux moyens de transport dans les différentes villes du Cameroun.

### Pollutions

#### Les émissions de gaz à effet de serre (GES)
Les forêts tropicales, énorme puits de carbone sont surexploitées. Une étude publiée en mars 2020 par la revue Nature montre qu’elles sont indispensables pour leur capacité à aspirer d’énormes quantités de carbone et à freiner le rythme du changement climatique et qu’elles absorbent beaucoup moins de dioxyde de carbone qu’auparavant.

#### La pollution de l'air
La composition de l'air est sans cesse modifiée par des polluants qui nuisent à la santé et l'environnement. Ces polluants peuvent être gazeux, et peut être liquides dans l'air. Sur 100000 décès survenus au Cameroun en 2019, 208 sont attribués à la pollution de l'air ambiant.

#### La pollution de l'eau
L'absence de réseaux de tout-à-l'egout semblent être les principales causes de pollution des eaux au Cameroun.

#### La gestion des déchets
Un habitant d'Afrique sub-aharienne génère en moyenne 165 kg de déchets par an et par habitants en 2023 (soit nettement moins que dans les pays plus riches).

### Impacts de l'urbanisation
La population du Cameroun est estimée en 2015 à 20 millions d'habitants.
Deux agglomérations, Douala et Yaoundé, dépassent le million d'habitant.
Le long des 590 km de côtes, on compte quelques cités balnéaires : Kribi, et Limbé près du mont Cameroun.

## L'exposition aux risques
L'exploitation forestière accroît la vulnérabilité aux feux de forêts, ainsi que le développement de maladies infectieuses.

## Politique environnementale au Cameroun
Le Ministère de l'environnement, de la protection de la nature et du développement durable est chargé de ce domaine. L'Observatoire national des changements climatiques est chargé de suivre et évaluer les impacts socio-économiques et environnementaux des changements climatiques et proposer des mesures de prévention, d’atténuation et/ou d’adaptation aux effets néfastes et risques liés à ces changements.

## Associations et organisations locales

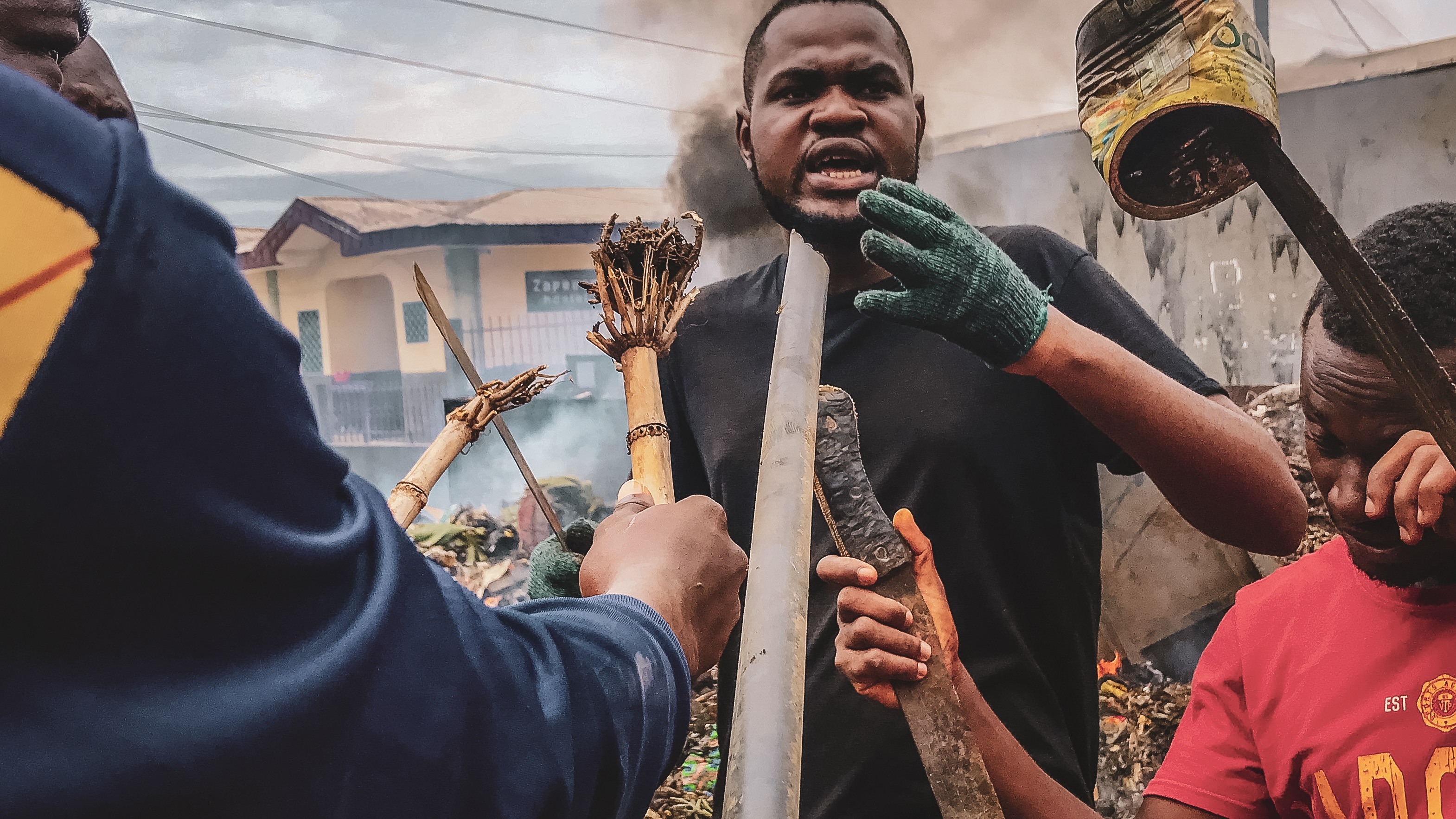
Prise de parole d'un militant à l'issue d'une campagne de nettoyage.